# Telephanus velox
Telephanus velox là một loài bọ cánh cứng trong họ Silvanidae. Loài này được Haldeman miêu tả khoa học năm 1846.